# Rhamnus depressus
Rhamnus depressus är en brakvedsväxtart som beskrevs av Grub.. Rhamnus depressus ingår i släktet getaplar, och familjen brakvedsväxter. Inga underarter finns listade i Catalogue of Life.